# Cementerio de Vista Alegre
El cementerio de Vista Alegre o de Derio, conocido también como cementerio municipal de Bilbao, se encuentra ubicado en los municipios españoles de Derio y Zamudio, en la periferia de Bilbao.

## Historia
Está ubicado entre los términos municipales vizcaínos de Derio y Zamudio y se extiende por una superficie de 20.8 ha. El cementerio, cuyo proyecto fue encargado inicialmente al arquitecto  Edesio Garamendi  y que fue proseguido por Enrique Epalza, fue inaugurado el 27 de abril de 1902. En el lugar hay esculturas de Higinio de Basterra, Quintín de Torre y Nemesio Mogrobejo, además de un monumento en homenaje a los fallecidos en la tragedia del teatro-circo del Ensanche, ocurrida en 1912.